# Dmitrij Belorukov
Dmitrij Aleksandrovič Belorukov (in russo Дмитрий Александрович Белоруков?; Leningrado, 24 marzo 1983) è un allenatore di calcio ed ex calciatore russo, di ruolo difensore.

## Palmarès

### Club

#### Competizioni nazionali
- Pervenstvo Futbol'noj Nacional'noj Ligi: 1

Dinamo Mosca: 2016-2017